# Celesta

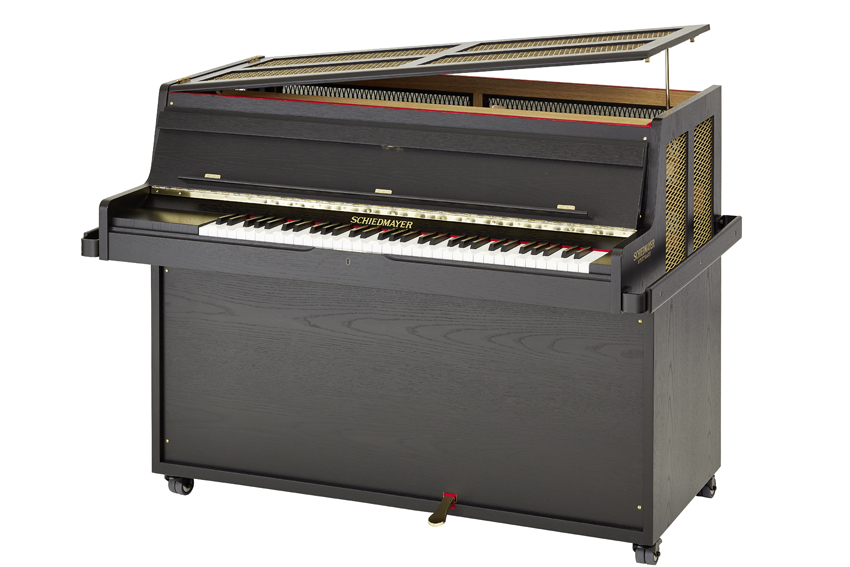
Celesta

A celesta, ou o tipofone, é um instrumento musical (concretamente, um idiofone de percussão) com um teclado, com lâminas de metal (habitualmente aço, percutidas por martelos, à semelhança do piano) suspensas sobre um corpo de madeira que faz ressonância, e com pedais para prolongar ou atenuar o som.
Construída em 1886 pelo francês Auguste Mustel, a celesta fez a sua estreia no mundo musical com o ballet O Quebra-Nozes, de 1892, composto por Piotr Ilitch Tchaikovski, que contrabandeou uma secretamente da França.
A celesta (como o glockenspiel) é classificada como um metalofone.

## Fabricantes atuais
Atualmente, a Yamaha produz dois modelos de celesta: um com 53 teclas e pedal sustain; o outro com 56 teclas mais pedais (doce e sustain). Schiedmeyer, empresa alemã, constrói seus instrumentos muito mais próximos aos da patente de Mustel, e alega ser "A única construtora de celestas do mundo", uma vez que a concorrente japonesa usa duplo escape do piano. 

## Obras com participação de celesta
- Andersen Viana: Xingu - poema sinfonico-ecologico (1991)
- Camille Saint-Saëns: O Carnaval dos Animais (1886)
- Piotr Ilitch Tchaikovski: Dança da Fada Açucarada, da suite O Quebra-Nozes (1892)
- Richard Strauss: O Cavaleiro da Rosa (1911)
- Maurice Ravel: Daphnis et Chloé (1912)
- Gustav Holst: Neptuno, da suite Os Planetas (1917)
- Ottorino Respighi: Pinheiros de Roma (1924)
- George Gershwin: Um Americano em Paris (1928)
- Maurice Ravel: Bolero (1928)
- Heitor Villa-Lobos: Sexteto Místico (1917)
- Heitor Villa-Lobos: Toccata, das Bachianas Brasileiras No. 2 (1933)
- Béla Bartók: Música para Cordas, Percussão e Celesta (1937)
- Dmitri Shostakovich: Sinfonia No. 11 (1957) e Concerto para Violoncelo No. 1
- Thelonious Monk: Pannonica, de Brilliant Corners (1957)
- Dolores Duran : A Noite do Meu Bem (1959)
- Herbie Hancock: Circle In The Round, do disco homônimo de Miles Davis (1967)
- The Velvet Underground: Sunday Morning, de The Velvet Underground and Nico (1967)
- Nick Drake: "Northern Sky", de Bryter Layter (1970)
- The Beach Boys: "This Whole World" de Sunflower (álbum) (1970)
- The Stooges: Penetration de Raw Power]] (1973)
- John Williams: Hedwig's Theme, para o filme Harry Potter e a Pedra Filosofal (2001)
- Maurício Dottori: Aqui caíram as asas dos anjos, (2001)
- Augustus Pablo: Celesta King
- Eels: Flyswatter de Daisies of the Galaxy (2000); Trouble With Dreams de Blinking Lights and Other Revelations (2005)
- Dimmu Borgir: Kings of the Carnival Creation de Puritanical Euphoric Misantrophia (2001);
- Bjork:  Scatterheart de Selmasongs (2000); Sun In My Mouth, Harm Of Will e It's Not Up To You de Vespertine (2001); Mother Heroic de Family Tree (2002)
- Sigur Rós: Sé Lest e Heysátan de Takk (2005)
- Death Cab for Cutie: Title and Registration de Transatlanticism (2003)
- Bloc Party: Signs de Intimacy (2008)
- Buddy Holly: Everyday (1958)
- Jónsi: Sinking Friendships de Go (2010)

1. ↑  S.A, Priberam Informática. «celesta». Dicionário Priberam. Consultado em 18 de junho de 2023
2. ↑  S.A, Priberam Informática. «tipofone». Dicionário Priberam. Consultado em 18 de junho de 2023